# Park Narodowy Botniku Północnego
Park Narodowy Botniku Północnego (fiń. Perämeren kansallispuisto, szw. Bottenvikens nationalpark) – fiński park narodowy w północnej części zatoki Botnik Północny, stanowiącej najbardziej na północ wysuniętą część Morza Bałtyckiego. Został utworzony w 1991 roku. Zajmuje powierzchnię 158,85 km², z czego 156,8 km² to obszary wodne, a 2,05 km² wyspy. Obszar parku przylega do granicy morskiej ze Szwecją. Zarządcą Parku Narodowego Botniku Północnego, podobnie jak wszystkich pozostałych fińskich parków narodowych, jest przedsiębiorstwo Metsähallitus.
Do parku narodowego należy około 30 wysp i raf w archipelagu na zatoce w pobliżu miast Kemi i Tornio. Brzegi wysp są zazwyczaj skaliste, a wody w tym rejonie płytkie, na większości akwenu głębokości nie przekraczają 10 m. Na północnym brzegu wyspy Vähä-Huituri znajdują się naturalne piaszczyste plaże. Z kolei na wyspie Pensaskari powstało małe jezioro, które zostało odcięte od morza. Starsze wyspy są pokryte lasami.
Do wysp można dotrzeć jedynie za pomocą łodzi, a zimą – po lodzie, ale tylko od strony Tornio (czyli od zachodu), ze względu na istnienie głębokowodnego żeglownego kanału pomiędzy Kemi i Tornio, w którym pokrywa lodowa jest usuwana.

## Historia
Podczas ostatniej epoki lodowcowej lądolód swoim ciężarem spowodował w tym rejonie kilkusetmetrowe obniżenie się skorupy ziemskiej. Do dziś zalane wodami Zatoki Botnickiej dno tej depresji unosi się w tempie 9 mm rocznie, by osiągnąć swój pierwotny poziom. Unoszenie się skorupy ziemskiej powoduje, że stale pojawiają się nowe rafy i mielizny. Najstarsza z wysp na terenie parku narodowego wynurzyła się spod powierzchni morza około 1000 lat temu.
Dawniej wyspy wchodzące obecnie w skład parku narodowego były wykorzystywane jako sezonowe bazy przez rybaków i myśliwych, np. wioska rybacka na południowym krańcu wysepki Selkä-Sarvi funkcjonowała prawdopodobnie już od końca XVI wieku. W latach słabych zbiorów zamieszkiwało ją ponad 300 osób. W czasie sezonu połowowego rybacy często mieszkali tu po kilka miesięcy bez odwiedzania lądu stałego. Gdy na początku XX wieku upowszechniły się łodzie motorowe i rybacy mogli codziennie docierać do archipelagu ze stałego lądu, sezonowe obozy opustoszały. Do tej pory na niektórych wyspach istnieją stare i opuszczone budynki. W czasie prohibicji (1919–1932) z wysp korzystali przemytnicy, którzy mieli tu swoje skrytki na alkohol.

## Fauna i flora
Na terenie Parku Narodowego Botniku Północnego gniazduje około 60 gatunków ptaków, w tym wiele zagrożonych. Do występujących tu ptaków należą m.in.: rybitwa popielata (sylwetka tego ptaka znajduje się w logo parku), uhla zwyczajna, nurnik zwyczajny, kamusznik zwyczajny, biegus mały, rybitwa białoczelna, ogorzałka zwyczajna.
Ponieważ wyspy archipelagu powoli wynurzają się z morza, rosnące na nich rośliny tworzą strefy. Tereny przybrzeżne są pokryte łąkami, do których utworzenia przyczyniło się wypasanie zwierząt sprowadzanych tu przez sezonowych mieszkańców wysp. Dalej w głąb lądu rosną wierzby, a w centrum wysp bujne lasy liściaste. Najwyższe partie najstarszych wysp w okolicy, jak Selkä-Sarvi i Vähä-Huituri, zajmują wrzosowiska porośnięte jałowcami lub karłowate lasy iglaste. Ponieważ zaprzestanie wypasu zwierząt spowodowało szybkie zarastanie łąk, w połowie lat 90. XX wieku zarządca parku narodowego zajął się ich ochroną i pielęgnacją, a na wyspie Selkä-Sarvi od 1996 roku znów wypasa się owce.
Na wyspach rośnie kilka rzadkich gatunków roślin, np. Primula nutans (pierwiosnek znajdujący się w logo parku).